# Robotech

Rigth

Robotech är en amerikanskproducerad animerad TV-serie inom science fiction-genren på 85 avsnitt. Seriens sändes för första gången 1985 och har sedan dess gett upphov till tre filmer, mängder av serietidningar, TV-spel, böcker och en Hollywood-film under produktion. Serien består av tre olika japanska animeserier ('Super Dimension Fortress Macross, Super Dimension Cavalry Southern Cross samt Genesis Climber MOSPEADA) som klippts ihop och skrivits om delvis för att få en enhetlig handling. Robotech var en av de första animeserierna som blev populär i USA och tillsammans med filmen Akira den anime som skulle bana väg för det stora intresset för anime och manga i väst. I Sverige har de första 21 avsnitten givits ut av Scanbox på sju VHS-band och dessutom har spin-off:en Robotech: The Movie givits ut av Sandrews Video.

## Bakgrund
Produktionsbolaget Harmony Gold ville sända Super Dimension Fortress Macross på TV i USA, men på grund av den dåvarande regeln att en serie måste vara minst 65 avsnitt lång för att få sändas bestämde man att klippa ihop Macross med två liknande animeserier för att nå gränsen.

## Handling
De tre serier som är grundbulten för Robotech bildar tre säsonger: The Macross Saga, The Masters och The New Generation. 
The Macross Saga börjar med en tillbakablick som förklarar att ett förödande världskrig utkämpades under 1990-talet som fick sitt slut 1999 när ett utomjordiskt rymdskepp kraschade på den fiktiva stillahavsön Macross. Händelsen får mänskligheten att inse att de inte är ensamma i universum och världens alla länder förenas under ett gemensamt styre. Ur skeppsvraket utvinner man en avancerad utomjordisk teknologi som döps till roboteknologi, robotech, som bland annat används till att bygga Veritechs - avancerade flygplan med förmågan att förvandlas till stora människoliknande robotar. Dessa drivs av en mystisk utomjordisk energikälla som kallas protokultur. Skeppsvraket återbyggs till att bli SDF-1, flaggskeppet för den förenade jordens rymdflotta. Tio år senare, samma dag som SDF-1 ska bege sig på sin jungfruresa, anfaller den krigiska rasen Zentreadi som är på jakt efter galaxens sista protokultur-fabrik som var ombord på det kraschade rymdskeppet. SDF-1 och dess besättning är Jordens sista hopp, och mitt bland krigets fasor står en kärlekstriangel mellan stridspiloten Rick Hunter, hans överordnade Lisa Hayes och popidolen Linn Minmay.
The Master Saga handlar om hur Jorden attackeras av en grupp som kallar sig Robotech-mästarna, de som en gång skapade Zentreadi. The New Generation utspelar sig när jorden är ockuperad av rasen Invid, fiender till Robotech-mästarna. Båda grupper har egna anledningar till att få tag på människornas protokultur.

## Karaktärer

### Rick Hunter
En ung konstflygare som av slumpen blir indragen i det första Robotech-kriget som stridsflygare och avancerar snabbt i rankerna.

### Linn Minmay
En ung flicka med både japanskt och kinesiskt påbrå som drömmer om att bli popstjärna. Godhjärtad men naiv.

### Lisa Hayes
Dotter till en amiral. Jobbar på SDF-1:s brygga. Har svårt att släppa en barndomskärlek.

### Dana Sterling
Andra säsongens huvudperson. Dotter till två bikaraktärer från den första säsongen. Leder en skvadron transformerande svävar-tanks mot Robotech-mästarna.

### Bowie Grant
Danas bäste vän. Adoptivson till en av de högste ledarna inom militären. Blir förälskad i Musica, en utomjordisk kvinna som tillhör Robotech-mästarna.

### Zor Prime
En klon av Zor, den döde vetenskapsmannen som ursprungligen utvecklade roboteknologi och protokultur åt Robotech-mästarna.

### Scott Bernard
Tredje säsongens huvudperson. Ledere för en grupp rebeller som kämpar mot Invid med hjälp av Cyclones, speciella rustningar som transformerar sig till motorcyklar. Rick Hunter är hans idol.

### Marlene
Mystisk flicka som förlorat alla tidigare minnen. Påminner om Scotts döde ex-flickvän till utseendet och blir därför uppkallad efter henne.

## Uppföljare och spin-offs

### Robotech: The Movie(1986)
Kallas även Robotech: The Untold Story. Filmen bestod av material från OVA-filmen Megazone 23 som klipptes ihop med material från originalserien. Utspelar sig mellan första och andra säsongen. På grund av medelmåttiga omdömen från testvisningar och stark konkurrens från den liknande filmen The Transformers: The Movie fick den endast en begränsad utgivning.

### Robotech II: The Sentinels(1987)
Början av en TV-serie som var tänkt att bli 65 avsnitt lång. På grund av ekonomiska problem slutfördes endast tre avsnitt som sedan klipptes ihop till en film. Seritidningar och böcker släpptes istället i ett försök att slutföra historien. Utspelar sig parallellt med originalseriens handling. Till utgivningen av DVD-boxen Robotech: The Complete Saga (2011) blev filmen digitalt restaurerad och delvis omklippt.

### Robotech III, IV och V(endast planeringsstadium, nerlagda)
Tänkta serier som alla gick i graven tillsammans med The Sentinels. Tanken var att producera så många avsnitt att ett avsnitt kunde sändas varje vardag hela året runt.

### Robotech 3000 (2000, nerlagd)
Ett datoranimerat försök att återuppliva serien med en historia som utspelade sig tusen år in i framtiden. På grund av stora protester från fansen som inte gillade den utvecklingen så lades projektet ner och endast en kort trailer färdigställdes.

### Robotech: The Shadow Chronicles(2007)
En film som delvis återberättar originalseriens två sista avsnitt men också fortsätter handlingen med nya element. Många av de gamla röstskådespelarna återvände för att gestalta sina tidigare roller.

### Robotech: Love Live Alive (2013)
Spin-off som utspelar sig parallellt med The Shadow Chronicles. Baseras delvis på OVA:n Genesis Climber MOSPEADA: Love, Live, Alive men inkluderar även nyproducerat material och återanvända scener från serien. Handlar om hur karaktären Lancer blir intervjuad av en journalist och återberättar händelserna i The New Generation.

### Robotech: The Shadow Rising(obestämt releasedatum)
Uppföljare till The Shadow Chronicles som är under produktion.

### Robotech(obestämt releasedatum)
Planerad spelfilm som ska produceras av Warner Bros. Tobey Maguire har sagt sig vara intresserad av att regissera.